# Lac Shasta
Le lac Shasta est un lac de barrage créé par le barrage de Shasta, en Californie, aux États-Unis. Il est alimenté par le Sacramento, la Pit et la McCloud.